# Пани, Коррадо
Коррадо Пани (итал. Corrado Pani; 4 марта 1936, Рим, Италия — 2 марта 2005, там же) — итальянский актёр.

## Жизнь и карьера
Родился в Риме. Свою карьеру начинал, играя в детских радиоспектаклях для Радио Ватикана. Дебютировал в кино в 1953 году, с незначительной ролью в фильме Дино Ризи «Бульвар надежды». В 1955 году получил главную роль в спектакле «Чай и сочувствие». В разные годы играл в постановках Лукино Висконти, Джорджо Стрелера, Луки Ронкони, Кшиштофа Занусси.
Пани снялся примерно в пятидесяти фильмах; его последней ролью стала роль судьи в фильме Роберто Бениньи «Пиноккио» 2002 года. Также он озвучивал фильмы и работал на телевидении.
В 1960-х годах у пани был долгий роман с певицей Миной, в 1963 году у пары родился сын Массимилиано.